# St. Ambroise Beach Provincial Park
St. Ambroise Beach Provincial Park är en park i Kanada.   Den ligger i provinsen Manitoba, i den sydöstra delen av landet, 1 700 km väster om huvudstaden Ottawa. St. Ambroise Beach Provincial Park ligger 250 meter över havet.
Terrängen runt St. Ambroise Beach Provincial Park är mycket platt. Runt St. Ambroise Beach Provincial Park är det mycket glesbefolkat, med 3 invånare per kvadratkilometer.. Det finns inga samhällen i närheten. 